# André Bobba

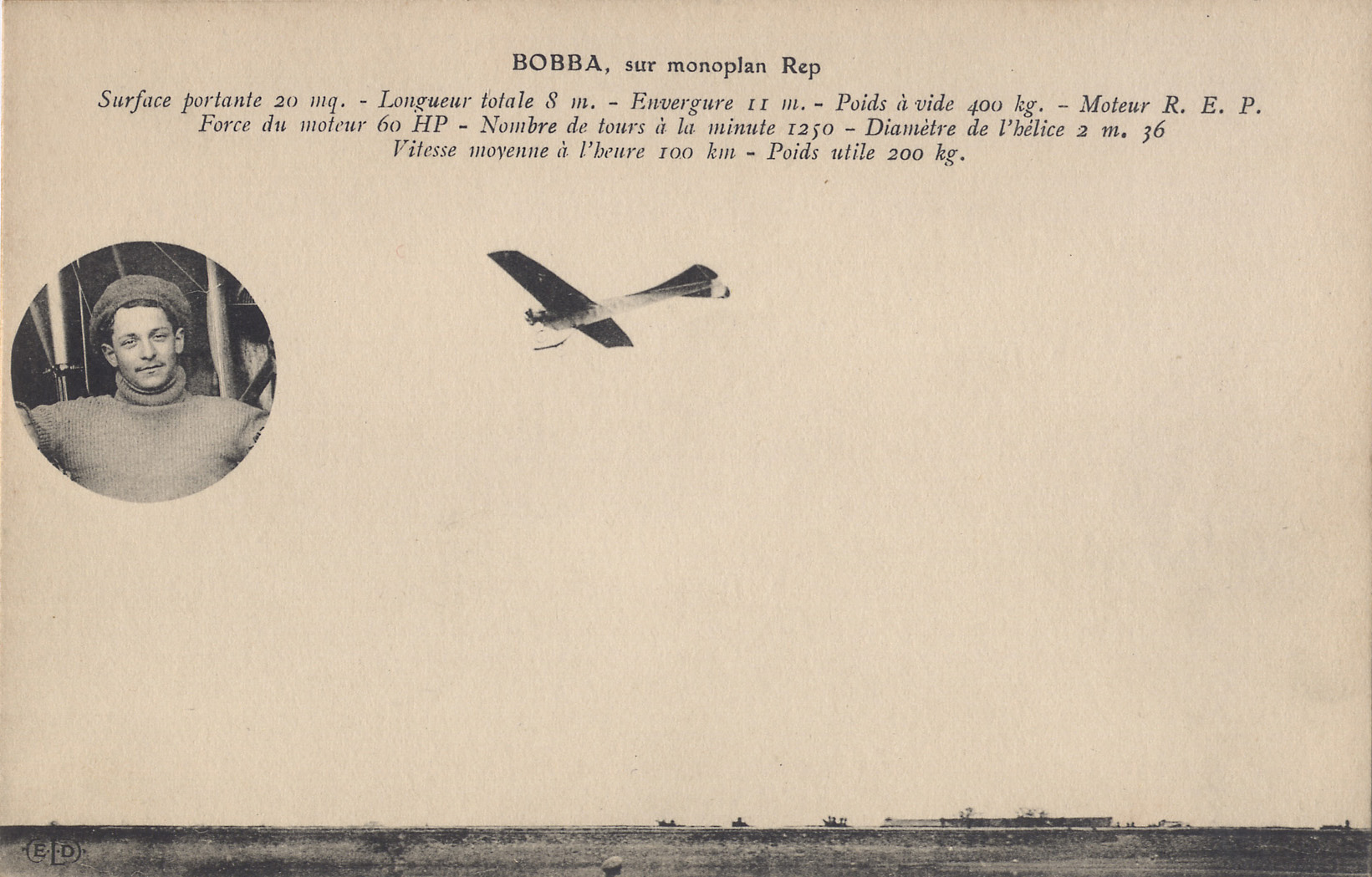
André Bobba sur monoplane REP

André Bobba, né le 9 février 1893 à Paris (Seine) et mort pour la France le 11 avril 1916 à Maucourt-sur-Orne (Meuse), était un aviateur français.

## Distinctions
- Chevalier de la Légion d'honneur au 26 avril 1915 avec la citation suivante[1] :

« Bobba (A.-A.), sergent pilote à l'escadrille M.S.23 : a attaqué à trois reprises un avion allemand s'en approchant chaque fois a une trentaine de mètres et l'a finalement mis en fuite, n'a abandonné la lutte que lorsque son passager a été blessé. Nombreuses reconnaissances à longue portée depuis le début de la campagne. »

- Médaille militaire
- Croix de guerre 1914-1918 avec palme